# Jonathan Nolan
Jonathan "Jonah" Nolan (sinh năm 1976) là một nhà biên kịch, nhà sản xuất truyền hình, đạo diễn và tác giả người Mỹ gốc Anh. Ông là người sáng tạo ra loạt phim truyền hình khoa học viễn tưởng Person of Interest (2011–2016) và đồng sáng tạo nên Westworld (2016–nay).
Ông đã cộng tác cùng một vài bộ phim với anh trai, đạo diễn Christopher Nolan, người đã chuyển thể truyện ngắn của Jonathan là "Memento Mori" (2001) vào bộ phim Memento (2000). Họ cũng cùng nhau viết kịch bản cho bộ phim kinh dị huyền bí The Prestige (2006), các bộ phim siêu anh hùng The Dark Knight (2008) và The Dark Knight Rises (2012), và bộ phim khoa học viễn tưởng Interstellar (2014).

## Niên thiếu
Nolan sinh ra ở Luân Đôn và lớn lên tại Chicago, và đã đăng kí vào học ở Đại học Georgetown, nơi ông học chuyên ngành tiếng Anh và là cây bút chuyên viết cho The Hoya.

## Sự nghiệp

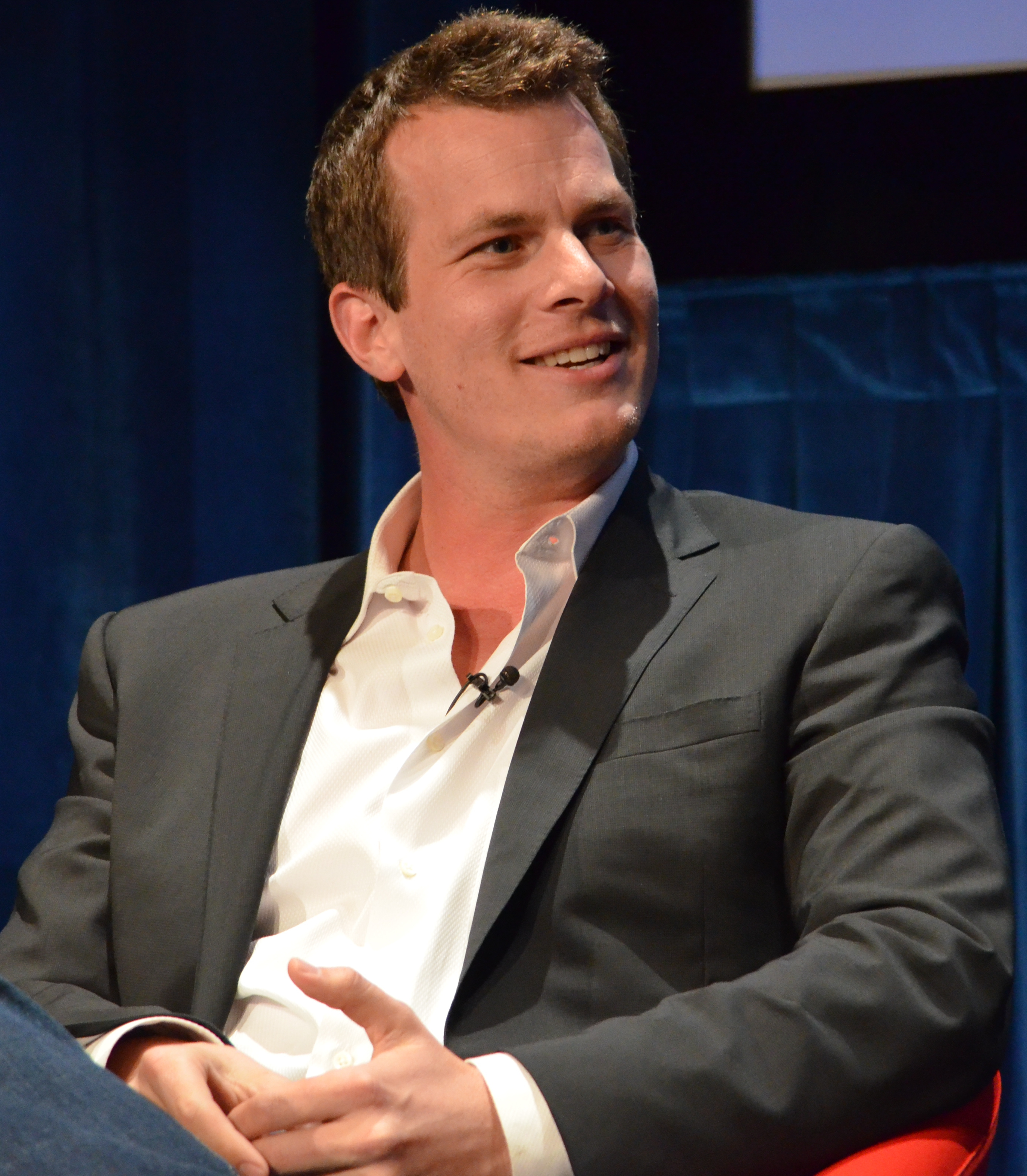
Nolan ở Trung tâm Media Paley năm 2012

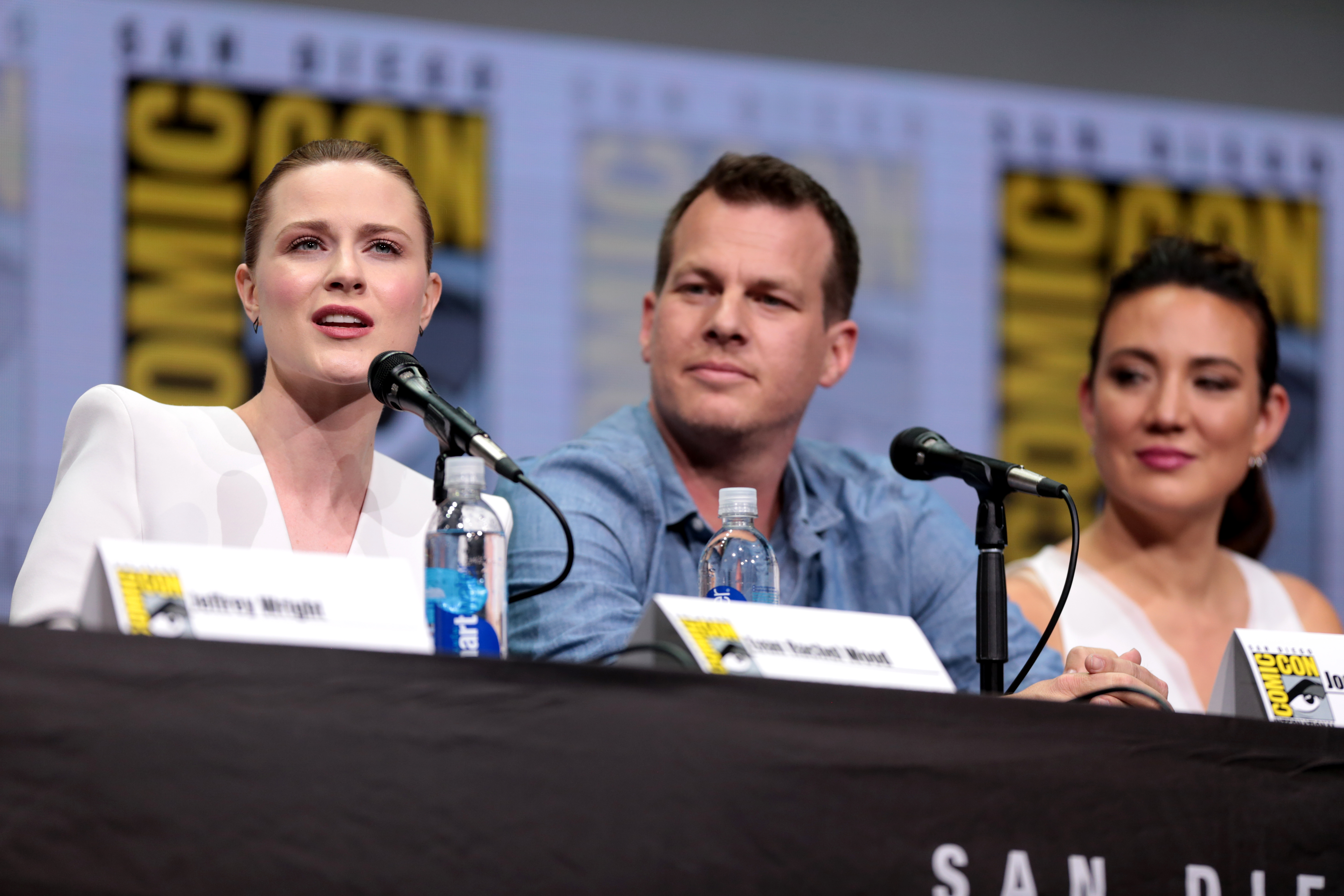
Nolan (giữa) với Evan Rachel Wood (trái) và Lisa Joy (phải) tại hội nghị San Diego Comic-Con 2017 trong công cuộc quảng bá cho Westworld

Truyện ngắn "Memento Mori" của Nolan đã được sử dụng bởi anh trai ông, đạo diễn Christopher Nolan, làm cơ sở cho bộ phim Memento. Mặc dù Jonathan được ghi danh chỉ với dòng chữ "based on a story by" (dựa trên một câu chuyện của), không phải một phần ghi danh cho biên kịch, hai anh em đã chia sẻ với nhau một đề cử giải Oscar cho kịch bản gốc xuất sắc nhất khi bộ phim được phát hành trước khi câu chuyện được xuất bản.
Năm 2005, Jonathan và Christopher cùng nhau viết kịch bản cho The Prestige, bộ phim dựa trên tiểu thuyết cùng tên của Christopher Priest. Hai anh em đã cộng tác cho kịch bản bộ phim năm 2008 The Dark Knight. Bộ phim tiếp tục trở thành bộ phim về Batman thành công nhất về mặt tài chính, mà sau đó bị vượt qua bởi phần tiếp theo của nó, The Dark Knight Rises.
Ngày 10 tháng 2 năm 2011, CBS phát sóng tập thử nghiệm cho loạt phim truyền hình Person of Interest của Nolan. Chương trình chính thức đựa lựa chọn bởi CBS vào ngày 13 tháng 5 năm 2011 để phát sóng vào mùa thu năm 2011. Loạt phim này kéo dài trong năm mùa và do Jim Caviezel và Michael Emerson thủ vai chính. Nolan đóng vai trò nhà sản xuất điều hành cùng với J. J. Abrams.
Nolan đã viết kịch bản cho Interstellar, một bộ phim khoa học viễn tưởng dựa trên các tác phẩm của nhà vật lý lý thuyết Kip Thorne, người đóng vai trò nhà sản xuất điều hành của bộ phim. Christopher Nolan đồng biên kịch, đạo diễn và sản xuất bộ phim, với Paramount phân phối trong nước, trong khi Warner Bros. phân phối trên toàn cầu.
Nolan đã đạo diễn tập thử nghiệm của loạt phim truyền hình khoa học viễn tưởng kinh dị, Westworld cho HBO, đồng biên kịch cùng Lisa Joy, dựa trên bộ phim cùng tên năm 1973, tập thử nghiệm này sau đó đã được đồng ý làm thành loạt phim truyền hình và công chiếu vào ngày 2 tháng 10 năm 2016. Nolan đóng vai trò nhà sản xuất điều hành cùng với Joy, J. J. Abrams, Jerry Weintraub, và Bryan Burk.
Năm 2014, TheWrap đưa tin rằng Nolan đang viết kịch bản và sản xuất một loạt phim truyền hình dựa trên loạt truyện Foundation của Isaac Asimov cho HBO.

## Đời tư
Jonathan phát hiện ra rằng việc nói tiếng Anh theo giọng Anh rất không phổ biến sau khi chuyển tới Chicago, nên ông đã học cách nói sao cho "nghe giống y như một đứa trẻ Chicago."
Khi suy ngẫm về sự khác biệt giữa ông và anh trai, Nolan nhận xét: "Tôi đã luôn luôn nghi ngờ điều đó có liên quan gì đến thực tế là anh ấy là người thuận tay trái và tôi là người thuận tay phải, bởi vì anh ấy có thể nhìn vào ý tưởng của tôi và lật qua lại chúng xung quanh theo một cách như chỉ là thêm vào một chút twist và sự thú vị. Thật tuyệt khi có thể làm việc với anh ấy theo cách đó."
Nolan đã kết hôn cùng biên kịch bộ phim Burn Notice là Lisa Joy. Họ có một con gái, và dự kiến sẽ có thêm một đứa con thứ hai.

## Danh sách phim

### Phim
| Năm  | Tựa đề                | Vai trò                                   | Ghi chú                                                                        | Tham khảo     |
| ---- | --------------------- | ----------------------------------------- | ------------------------------------------------------------------------------ | ------------- |
| 2000 | Memento               | Dựa trên truyện ngắn Memento Mori của ông | Được đề cử một giải Oscar cho kịch bản gốc xuất sắc nhất với Christopher Nolan |               |
| 2005 | Batman Begins         | Biên kịch không được ghi danh             |                                                                                | [ 19 ]        |
| 2006 | The Prestige          | Biên kịch                                 | Với Christopher Nolan, dựa trên tiểu thuyết của Christopher Priest             |               |
| 2008 | The Dark Knight       | Biên kịch                                 | Với Christopher Nolan và David S. Goyer                                        |               |
| 2009 | Terminator Salvation  | Biên kịch viết lại không được ghi danh    |                                                                                | [ 20 ] [ 21 ] |
| 2012 | The Dark Knight Rises | Biên kịch                                 | Với Christopher Nolan và David S. Goyer                                        |               |
| 2014 | Interstellar          | Biên kịch                                 | Với Christopher Nolan                                                          | [ 22 ]        |

### Truyền hình
| Năm       | Tựa đề             | Vai trò   | Vai trò  | Vai trò                | Ghi chú                                            | Tham khảo |
| Năm       | Tựa đề             | Biên kịch | Đạo diễn | Nhà sản xuất điều hành | Ghi chú                                            | Tham khảo |
| --------- | ------------------ | --------- | -------- | ---------------------- | -------------------------------------------------- | --------- |
| 2011–2016 | Person of Interest | Có        | Có       | Có                     | Sáng tạo; biên kịch (9 tập), đạo diễn (1 tập)      | [ 23 ]    |
| 2016–nay  | Westworld          | Có        | Có       | Có                     | Đồng sáng tạo; biên kịch (6 tập), đạo diễn (2 tập) | [ 12 ]    |
| TBA       | Foundation         |           |          |                        |                                                    |           |

## Sách
Truyện ngắn
- "Memento Mori" (2001) – truyện ngắn là cơ sở cho Memento (2000)